# Уэйн (округ, Юта)
Округ Уэйн (англ. Wayne County) располагается в штате Юта, США. Официально образован в 1892 году. По состоянию на 2010 год, численность населения составляла 2778 человека.

## География
По данным Бюро переписи США, общая площадь округа равняется 6386,946 км2, из которых 6373,996 км2 суша и 15,540 км2 или 0,200 % это водоёмы.

## Население
По данным переписи населения 2000 года в округе проживает 2 509 жителей в составе 890 домашних хозяйств и 669 семей. Плотность населения составляет 0,43 человек на км2. На территории округа насчитывается 1 329 жилых строений, при плотности застройки около 0,21-ти строений на км2. Расовый состав населения: белые — 97,29 %, афроамериканцы — 0,16 %, коренные американцы (индейцы) — 0,36 %, азиаты — 0,08 %, гавайцы — 0,16 %, представители других рас — 1,24 %, представители двух или более рас — 0,72 %. Испаноязычные составляли 1,99 % населения независимо от расы.
В составе 36,20 % из общего числа домашних хозяйств проживают дети в возрасте до 18 лет, 66,50 % домашних хозяйств представляют собой супружеские пары проживающие вместе, 5,30 % домашних хозяйств представляют собой одиноких женщин без супруга, 24,80 % домашних хозяйств не имеют отношения к семьям, 21,50 % домашних хозяйств состоят из одного человека, 9,60 % домашних хозяйств состоят из престарелых (65 лет и старше), проживающих в одиночестве. Средний размер домашнего хозяйства составляет 2,81 человека, и средний размер семьи 3,31 человека.
Возрастной состав округа: 32,40 % моложе 18 лет, 8,10 % от 18 до 24, 22,50 % от 25 до 44, 22,60 % от 45 до 64 и 22,60 % от 65 и старше. Средний возраст жителя округа 34 лет. На каждые 100 женщин приходится 103,50 мужчин. На каждые 100 женщин старше 18 лет приходится 103,50 мужчин.
Средний доход на домохозяйство в округе составлял 32 000 USD, на семью — 36 940 USD. Среднестатистический заработок мужчины был 26 645 USD против 20 000 USD для женщины. Доход на душу населения составлял 15 392 USD. Около 12,70 % семей и 15,40 % общего населения находились ниже черты бедности, в том числе — 22,10 % молодежи (тех, кому ещё не исполнилось 18 лет) и 8,20 % тех, кому было уже больше 65 лет.